# 小佐古敏荘
小佐古 敏荘（こさこ としそう）は、日本の工学者。東京大学名誉教授。専門は放射線安全学。東京大学工学博士。
東京大学大学院工学系研究科教授、内閣官房参与などを歴任した。

## 来歴

### 生い立ち
広島県安芸郡府中町生まれ。修道中学校・高等学校を卒業し、東京大学工学部の原子力工学科にて学んだ。1972年、同大学を卒業して大学院へ進学。工学系研究科の原子力工学専門課程で学究を続け、1974年に修士課程を修了。1977年に博士課程を修了した。

### 工学者として
1977年、博士号を取得するとともに東京大学へ採用され、原子核研究所の助手として着任した。
1982年、東京大学の原子力研究総合センターにて、助教授に昇任した。
2003年以降の原爆症認定集団訴訟では、国側の証人として出廷し、国の主張に沿った証言を行った。特に被爆者の放射線量を評価するシステム、DS86とDS02については妥当性を主張しており、この点で原爆症の認定が不十分であるとする原告の主張と対立している（被爆者約25万人のうち、国が原爆症と認定した者は約2000人である）。
2005年、東京大学大学院において、工学系研究科の原子力専攻にて教授に昇任した。
2011年3月16日、福島第一原子力発電所事故にともなう放射線拡散の影響について、内閣総理大臣へ専門的な立場から助言を行う内閣官房参与の役職を兼務することになった。（経緯は助教授当時、原子力工学専門課程で学んでいた同郷の学生衆議院議員空本誠喜のインタビュー参照）
2011年4月29日、衆議院第一議員会館にて参与辞意を表明する記者会見（会見資料全文、報道記事）を行った。
涙をうかべながら「私のヒューマニズムからしても受け入れがたい」と述べた会見は「いろいろと官邸に申し入れてきたが、受け入れられなかった」と述べ、特に、原子力発電所の作業員の緊急時被曝線量限度を年100ミリシーベルトから年250ミリシーベルトに引き上げたことについて「もぐらたたき的、場当たり的な政策決定を官邸と行政機関が取り、手続きを無視している」と主張するとともに、緊急時迅速放射能影響予測ネットワークシステム (SPEEDI) の測定結果の公表が遅いと指摘した。校庭利用基準である年間20ミリシーベルトについては、「この数値（校庭利用基準の年間20ミリシーベルト）を、乳児・幼児・小学生にまで求めることは、学問上の見地からのみならず・・・私は受け入れることができません。参与というかたちで政府の一員として容認しながら走っていった（基準値引き上げを強行した）と取られたら私は学者として終わりです。それ以前に自分の子どもにそういう目に遭わせるかといったら絶対嫌です」と辞任に際しての記者会見で述べた。2011年4月30日、内閣官房参与を辞任。5月2日、報道関係者向け説明会を計画するも中止。空本誠喜は守秘義務について指摘されたことが理由としているが、官邸は全て否定している。
東京大学大学院にて、工学系研究科の原子力国際専攻の教授を務めていたが、2015年3月末に定年退官した。

## 人物
趣味として、水泳や工作を挙げており、日本経済新聞を愛読している。幼い頃の将来の夢は旋盤工だったという。

## 略歴
- 1972年 - 東京大学工学部卒業
- 1974年 - 東京大学大学院工学系研究科修士課程修了
- 1977年 - 東京大学大学院工学系研究科博士課程修了（工学博士）
- 1977年 - 東京大学原子核研究所助手
- 1982年 - 東京大学原子力研究総合センター助教授
- 2005年 - 東京大学大学院工学系研究科原子力国際専攻教授
- 2011年 - 内閣官房参与（3月16日 - 4月30日）

## 出演番組
- 「ニュートンのりんご」（青森放送、月1回放送）